# Coptodactyla stereocera
Coptodactyla stereocera là một loài bọ cánh cứng trong họ Bọ hung (Scarabaeidae).